# Kanada (Roman)
Kanada (Originaltitel: Canada) ist ein Roman des US-amerikanischen Autors und Pulitzer-Preisträgers Richard Ford aus dem Jahr 2012. Die amerikanische Originalausgabe übersetzte Frank Heibert ins Deutsche.

## Inhalt
Im ersten Teil des Romans, der in den frühen 1960er Jahren in Great Falls im US-Bundesstaat Montana spielt, erlebt der fünfzehnjährige Dell Parsons, wie seine bürgerlichen Eltern zu Bankräubern werden. Nach der Verhaftung seiner Eltern stehen er und seine Zwillingsschwester Berner über Nacht alleine da. Die Familie ist zerstört, die Jugend der Geschwister ruiniert. Während Berner einfach davonläuft, findet Dell durch die Mithilfe von Mildred Remlinger, einer Freundin seiner Mutter, Zuflucht in der kanadischen Prärie.
Im zweiten Romanteil wird Dell aus seiner Kindheit und Jugend gerissen und mit dem Erwachsenwerden konfrontiert. Mildred bringt ihn außer Landes, in die kanadische Provinz Saskatchewan. Sie gibt ihn dort in die Obhut ihres Bruders Arthur Remlinger, eines Mannes mit guten Manieren, aber krimineller Vergangenheit. Das Heranwachsen des Protagonisten ist fortan geprägt von Trauer, Desillusion, Machtlosigkeit und den Launen des Schicksals. Eine Atmosphäre von Bedrohung und Angst prägt Dells Dasein. Er wird Zeuge einer Mordserie, entkommt der Trostlosigkeit der kanadischen Provinz und fährt im Fernbus nach Winnipeg.
Im kurzen Schlussteil schaut Dell als Ehemann und pensionierter Literaturlehrer auf diese Jahre zurück. Er trifft seine Zwillingsschwester wieder, die es im Gegensatz zu ihm selbst nicht geschafft hat, ihrem Außenseiterschicksal zu entkommen.

## Entstehungsgeschichte
Schon 1989 machte sich Richard Ford Notizen zu dieser Geschichte, die er aus Angst vor Bränden im Gefrierfach seines Kühlschrankes in seinem Holzhaus aufbewahrte. Regelmäßig erweiterte er seine Aufzeichnungen, wenn er in Montana oder im kanadischen Saskatchewan unterwegs war. Zwei Jahre der Vorbereitung und zwei weitere Jahre des Schreibens, gefolgt von einem Jahr des Lektorierens gingen der Veröffentlichung voraus.

## Stil
Der Ich-Erzähler, der sein Leben inzwischen wohl geordnet hat, blickt fünfzig Jahre später auf die schicksalhafte Zeit seiner Adoleszenz zurück. Fords Schreibstil ist geprägt von ausdrucksstarken Sprachbildern und präzisen, fast naturalistischen Beschreibungen der handelnden Personen, Landschaften und Tiere.

## Rezeption
Obwohl der Roman Züge eines Kriminalromans trägt, wird er in der Rezeption den Entwicklungsromanen zugerechnet. Den Autor interessieren mehr die Folgen als das Geschehen selbst: Wie geht der Protagonist mit Verletzungen um, wie sucht er sein Leben und Überleben? Die Antwort gibt der Autor in den Schlusssätzen seines Romans: „Ich weiß nur, dass man bessere Chancen in seinem Leben hat – bessere Überlebenschancen –, wenn man gut mit Verlusten umgehen kann; wenn man es schafft, darüber nicht zum Zyniker zu werden.“
Das viel beachtete Werk Richard Fords erhielt in der Rezeption der deutschen Literaturkritik fast ausnahmslos positive Bewertungen. Verena Auffermann schreibt im Cicero, das Werk gehöre ins Repertoire großer amerikanischer Legenden, und Christian Buß schreibt in seiner Rezension des Romans auf Spiegel Online, „neben Don DeLillo und Philip Roth“ sei „Richard Ford einer der letzten großen lebenden amerikanischen Erzähler.“
Wolfgang Schneider lobt in dRadio Kultur die überpräzise Menschendarstellung. Die Menschen würden so plastisch auf die Erzählbühne gestellt, dass es ein Lesevergnügen sei. Kritik übt Wolfgang Schneider an den teilweise klischeehaften Schicksalsbeschwörungen, in denen sich Ford ergehe.
In der Sendung Literaturclub des Schweizer Fernsehens gab die deutsche Übersetzung Anlass zu einer Kontroverse: Stefan Zweifel stellte eine schlampige Deutsch-Adaptation fest und appellierte an die Herausgeber der großen Verlage: Lasst den Übersetzern Zeit! Elke Heidenreich hingegen zeigte für die Kritik des De-Sade-Übersetzers Zweifel überhaupt kein Verständnis und sagte zu ihm: Ach, Sie Zweifler, Sie!
Der Roman wurde 2013 mit dem Prix Femina Étranger ausgezeichnet.

## Ausgaben
- Canada. Ecco, New York 2012, ISBN 978-0-06-169204-8 (Erstausgabe).
- Canada. Bloomsbury, London 2013, ISBN 978-1-4088-3652-1 (Paperback).
- Kanada. Roman. Hanser Berlin, München 2012, ISBN 978-3-446-24026-1 (gebunden).
- Kanada. Roman. Dtv, München 2014, ISBN 978-3-423-14309-7 (Taschenbuch).